# Vaxholm
För andra betydelser, se Vaxholm (olika betydelser).
Vaxholm (historiskt stavat Waxholm) är en tätort i Uppland och centralort i Vaxholms kommun, Stockholms län, belägen på Vaxön.

## Etymologi
Namnet är troligen sekundärt till Vaxöns namn, belagt 1315 som Vaxö, och hänvisar troligen till den utmärkande holmen, idag Vaxholms kastell, utanför den ursprungliga kyrkbyn som idag utgör stadskärnan. Härledningen av förleden i Vaxön och Vaxholm är osäker och har olika tolkningar.
Ett förslag är att förledet kan komma av samma stam som ”väx” (växön/växholmen), sammanhängande med verbet ”växa”, med syftning på vegetationen, då i betydelsen '(god) växtlighet' eller '(frodigt) växande'.
En annan teori är att det är en förvrängning av ett ursprungligt ”vaksö” eller ”vaksholm” (ö/holme för vakande), då ön och dess holme har varit ett försvarselement i Stockholms och Mälarens kustförsvar sedan medeltiden, möjligen med rötter från forntiden.
På Lantmäteriets tillgängliga kartor är namnen mer diffusa och namnet Vaxholm används aldrig för själva holmen utanför Vaxön. Namnet ”Vaxholmen” förekommer istället för själva ön på en karta från mitten av 1600-talet, stavat ”waxholmen” med liten bokstav, på senare kartor ändrat till ”waxöön, waxön, waxöhn”, etc. Möjligen har vaxö och vaxholm varit synonymer ursprungligen, vilket senare standardiserats när öns lokala kyrkby fick stadsrättigheter 1652 och antog namnet ”Vaxholm” som stadsnamn, varvid ön då blev Vaxön. Valet att döpa kyrkbyn efter holmen kan ha gjorts av praktiska skäl eftersom bygden då låg utmed vattnet vid själva holmen.

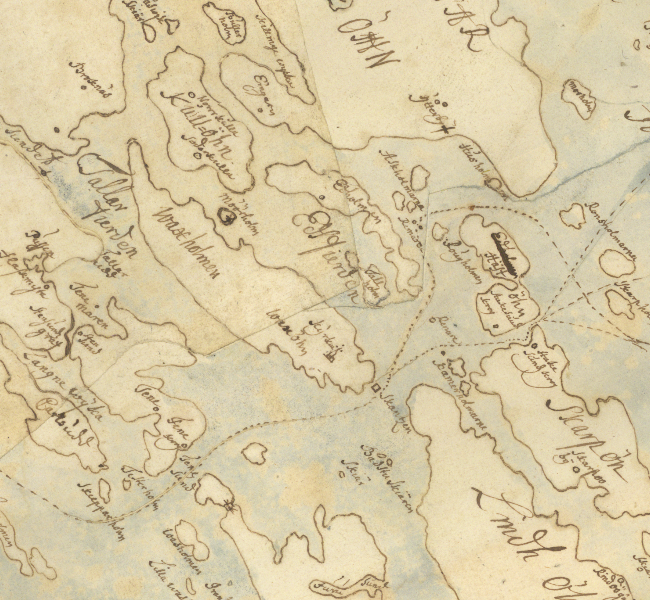
Karta av Vaxholm 1644-1652.
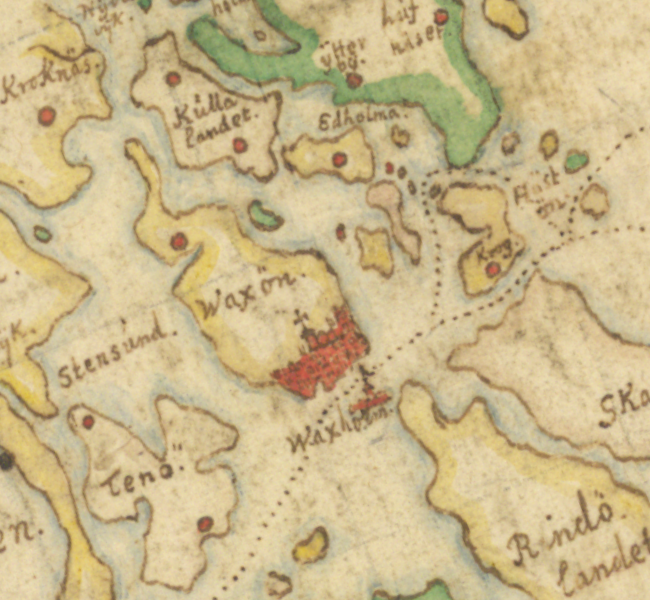
Karta av Vaxholm 1652-1739.
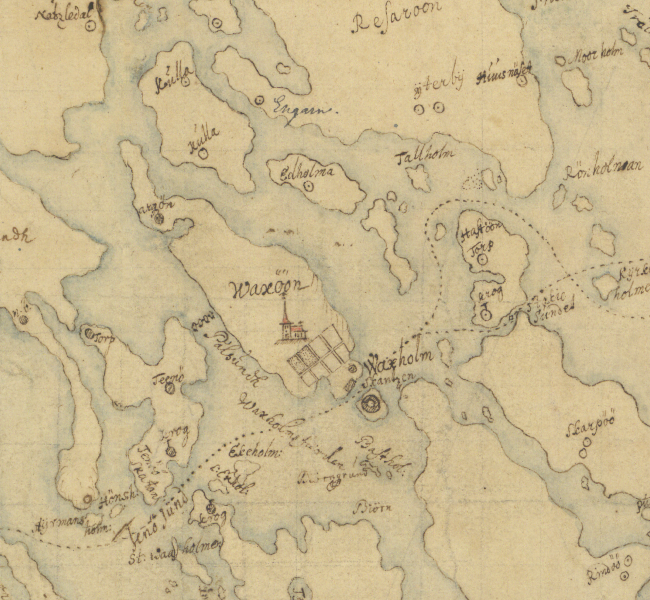
Karta av Vaxholm 1652-1739.
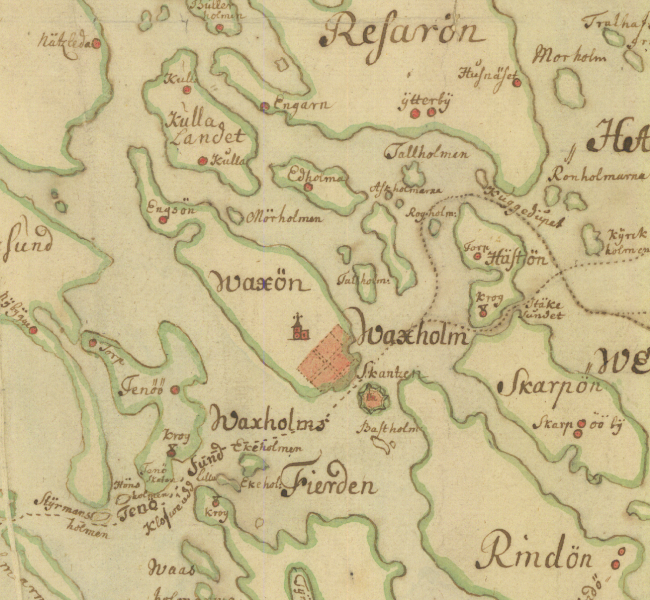
Karta av Vaxholm 1652-1739.
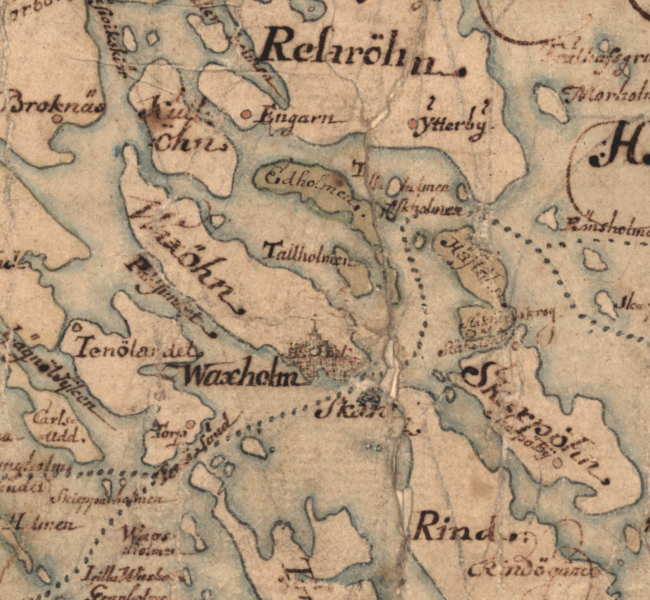
Karta av Vaxholm 1739.
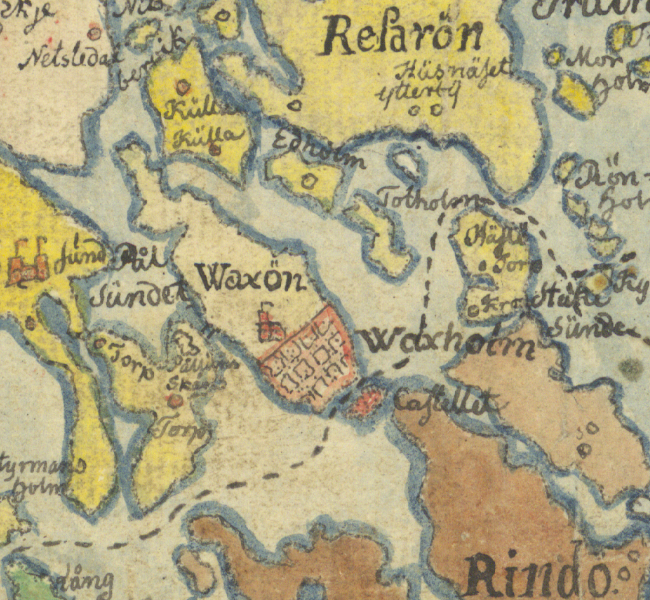
Karta av Vaxholm 1779.

Öns och stadens namn stavades länge med W: Waxholm, Waxön, vilket förekommer i en del företagsnamn än idag, såsom hos Waxholmsbolaget, även vars logotyp utgörs av ett W och pryder skorstenarna hos rederiets skepp. Även Waxholms Hotell stavas med W.

## Historik

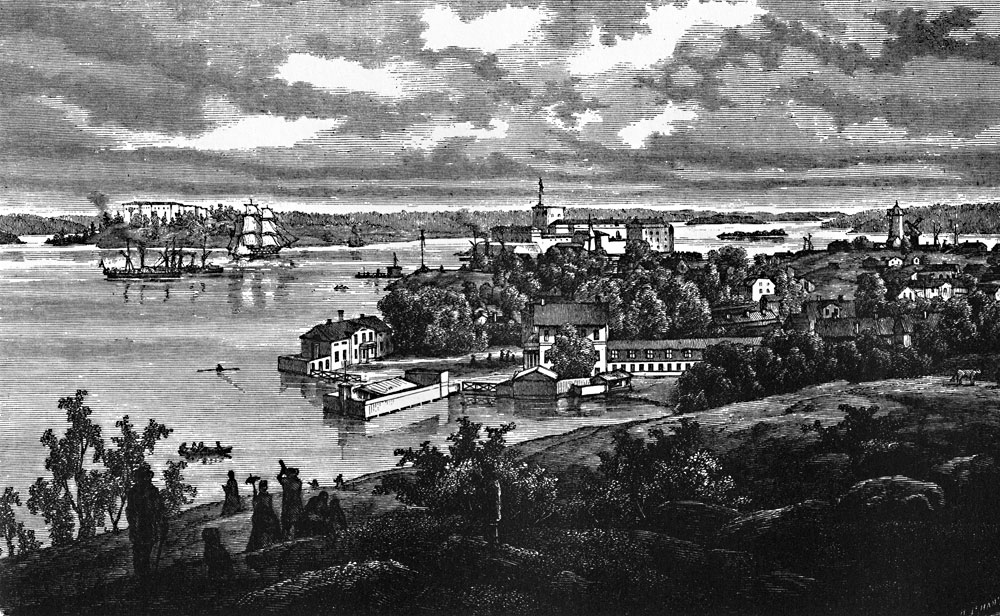
Vaxholms stad och omgivningar.
Teckning av Carl Svante Hallbeck 1870.

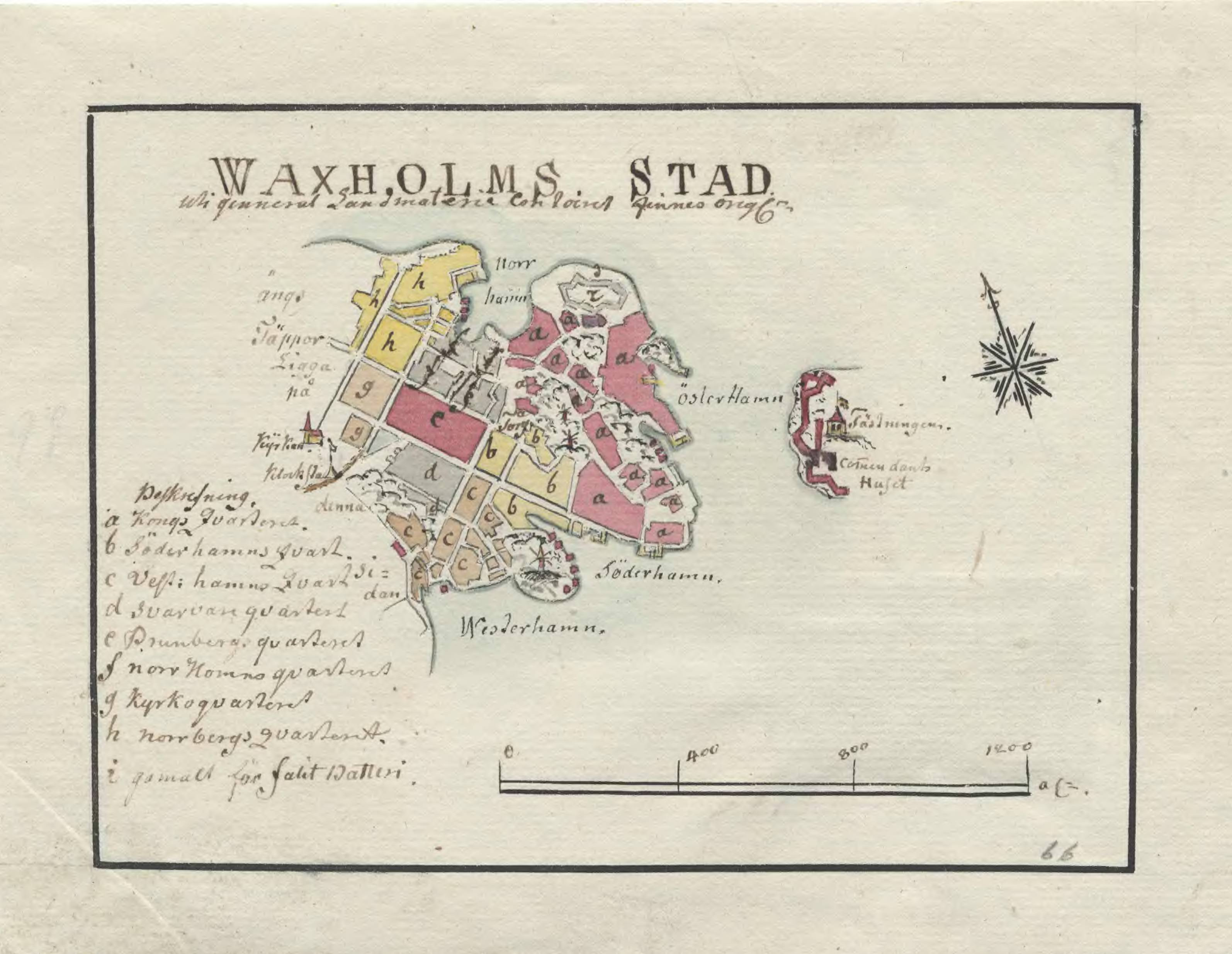
Karta över Vaxholm från 1790-talet.

Ända fram till Gustav Vasas tid som kung (1523–1560) hörde Vaxön med de två gårdarna, Norra och Södra Vaxö, till Rydboholms gods i Östra Ryds socken. År 1558, efter att Vaxholmen befästs, inlöstes nämnda gårdar på Vaxön till kronan, och en köping grundades, med den huvudsakliga uppgiften att svara för vakthållning mot främmande angrepp från sjösidan och som lotsstation. Enligt tidens metoder användes till viss del även tvingande inflyttning för att öka Vaxholms befolkning den första tiden som köping.
I avseende på lagskipning lydde Vaxholm, jämte fästningen på Vaxholmen under Amiralitetskollegiet, och rätten skipades av en kommendant med militära bisittare och rådmän från orten. Sedan fästningen år 1653 organisatoriskt hamnat under krigskollegiet, skipades rätt i staden 2 gånger om året av domare som förordnades av landshövdingen.
Vaxholm fick stadsprivilegier 1652. År 1684 beslutade Karl XI att befria borgarna från så kallade bevillningar vilket avser temporära extra skatteuttag, på de tjänster de svarade för i form av vakthållning och lotsning. 1690 fastställdes stadens sigill, en fästning. Under Karl XII:s tid ansökte Vaxholm om förnyelse av sina stadsprivilegier som hade förkommit och 1734 benämns Vaxholm köping. Från 1844 har Vaxholm utnyttjat rättigheten att välja ombud till riksdagen.
Vaxholm var militärt viktigt och den så kallade Vaxholmslinjen mellan Resarö, Vaxön, Rindö och Värmdö, med Vaxholms fästning som nav, utgjorde alltsedan 1549 försvaret sjövägen av Stockholm. Kodjupet och Oxdjupet var de viktiga farlederna mot huvudstaden. Oxdjupet försvarades med bomstängsel och åren 1735-1839 av Fredriksborgs Fästning. Sundet försänktes och förblev spärrat fram till Oskar-Fredriksborgs forts färdigställande 1877 då det åter öppnades för trafik med allt större handelsfartyg. Försvaret utökades med uppbyggnaden av KA1 på Rindö som invigdes 1902 och var i drift fram till 2005. Vaxholmslinjen var i aktivt bruk fram till 1925.

### Administrativa tillhörigheter

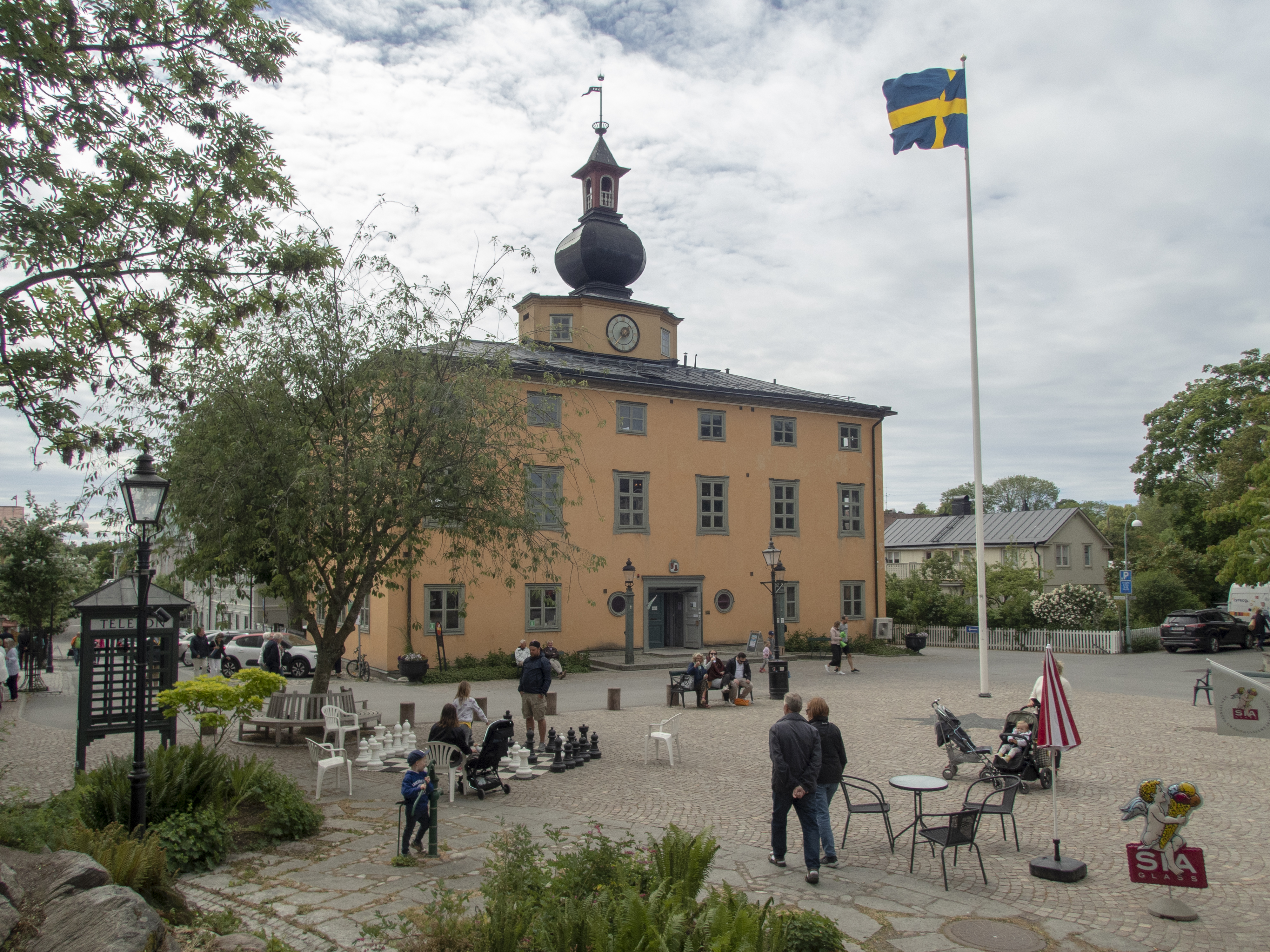
Vaxholms rådhus.

Vaxholms stad, som utbrutits 1652 ur Östra Ryds socken, ombildades vid kommunreformen 1862 till en stadskommun. Kringliggande öar införlivades i stadskommunen 1913 och 1950. 1971 uppgick Vaxholms stad i Vaxholms kommun med Vaxholm som centralort. Mellan 1974 och 1983 var kommunområdet en del av Österåkers kommun.
I kyrkligt hänseende har orten sedan 1652 hört till Vaxholms församling, Östra Ryds församling dessförinnan.
Orten ingick till 1948 i domkretsen för Vaxholms rådhusrätt och ingick därefter till 1971 i Södra Roslags domsagas tingslag. Från 1971 till 2007 ingick orten i Södra Roslags domsaga och Vaxholm ingår sedan 2009 i Attunda domsaga.

### Befolkningsutveckling

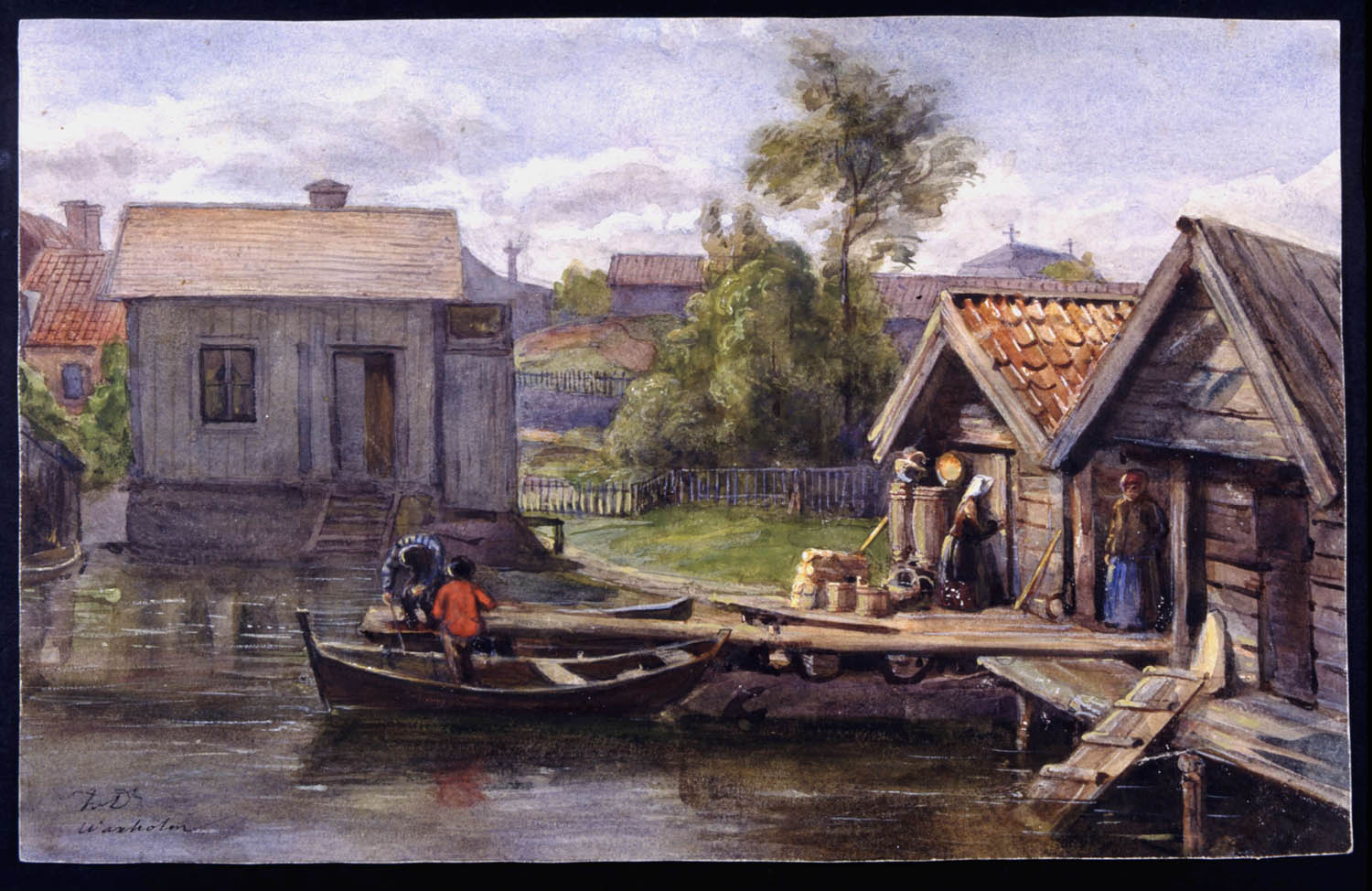
Motiv av norra Vaxholm, av Fritz von Dardel.

Om stadens folkmängd och allmänna tillstånd under olika tider finns det väldigt lite dokumenterat. Pesten skördade många offer i början av 1700-talet liksom i Stockholm och många andra delar av landet. År 1762 fanns cirka 600 invånare och fram mot 1850 upptar mantalslängderna 1 307 personer. Vid sekelskiftet 1900 hade Vaxholm 1 702 invånare och 1950 3 654.
| Befolkningsutvecklingen i Vaxholm 1950–2023                                                                   | Befolkningsutvecklingen i Vaxholm 1950–2023 | Befolkningsutvecklingen i Vaxholm 1950–2023 | Befolkningsutvecklingen i Vaxholm 1950–2023 | Befolkningsutvecklingen i Vaxholm 1950–2023 |
| --- | ------------------------------------------- | ------------------------------------------- | ------------------------------------------- | ------------------------------------------- |
| |                                             |                                             |                                             |                                             |
| År |                                             |                                             | Folkmängd                                   | Areal (ha)                                  |
| 1900 | 1900                                        |                                             | 1 702                                       | †                                           |
| 1950 | 1950                                        |                                             | 3 654                                       | ##                                          |
| 1960 | 1960                                        |                                             | 2 648                                       |                                             |
| 1965 | 1965                                        |                                             | 3 413                                       |                                             |
| 1970 | 1970                                        |                                             | 3 829                                       |                                             |
| 1975 | 1975                                        |                                             | 3 744                                       |                                             |
| 1980 | 1980                                        |                                             | 3 711                                       |                                             |
| 1990 | 1990                                        |                                             | 4 063                                       | 158                                         |
| 1995 | 1995                                        |                                             | 4 733                                       | 160                                         |
| 2000 | 2000                                        |                                             | 4 887                                       | 160                                         |
| 2005 | 2005                                        |                                             | 4 817                                       | 160                                         |
| 2010 | 2010                                        |                                             | 4 857                                       | 164                                         |
| 2015 | 2015                                        |                                             | 4 849                                       | 181                                         |
| 2020 | 2020                                        |                                             | 6 151                                       | 229                                         |
| 2023 | 2023                                        |                                             | 6 025                                       | 232                                         |
| Anm.: sammanvuxen med Kullö 2020 † Stad med förstäder 1900. ## Som tätort/befolkningsagglomeration 1920–1950. |                                             |                                             |                                             |                                             |

## Hamnar
Vaxön har flera olika hamnar utmed dess kust. Det finns en centralt belägen gästhamn och ett flertal privata båtklubbar samt några mindre kommunala småbåtshamnar.
Norr om ön ligger två kommunala småbåtshamnar kallade: Norrhamnen och Norrbergshamnen.
Kring stadscentret till öster ligger en längre kaj, Vaxholms hamn, som indelas i: Östhamnen, Västerhamnen och Söderhamnen.

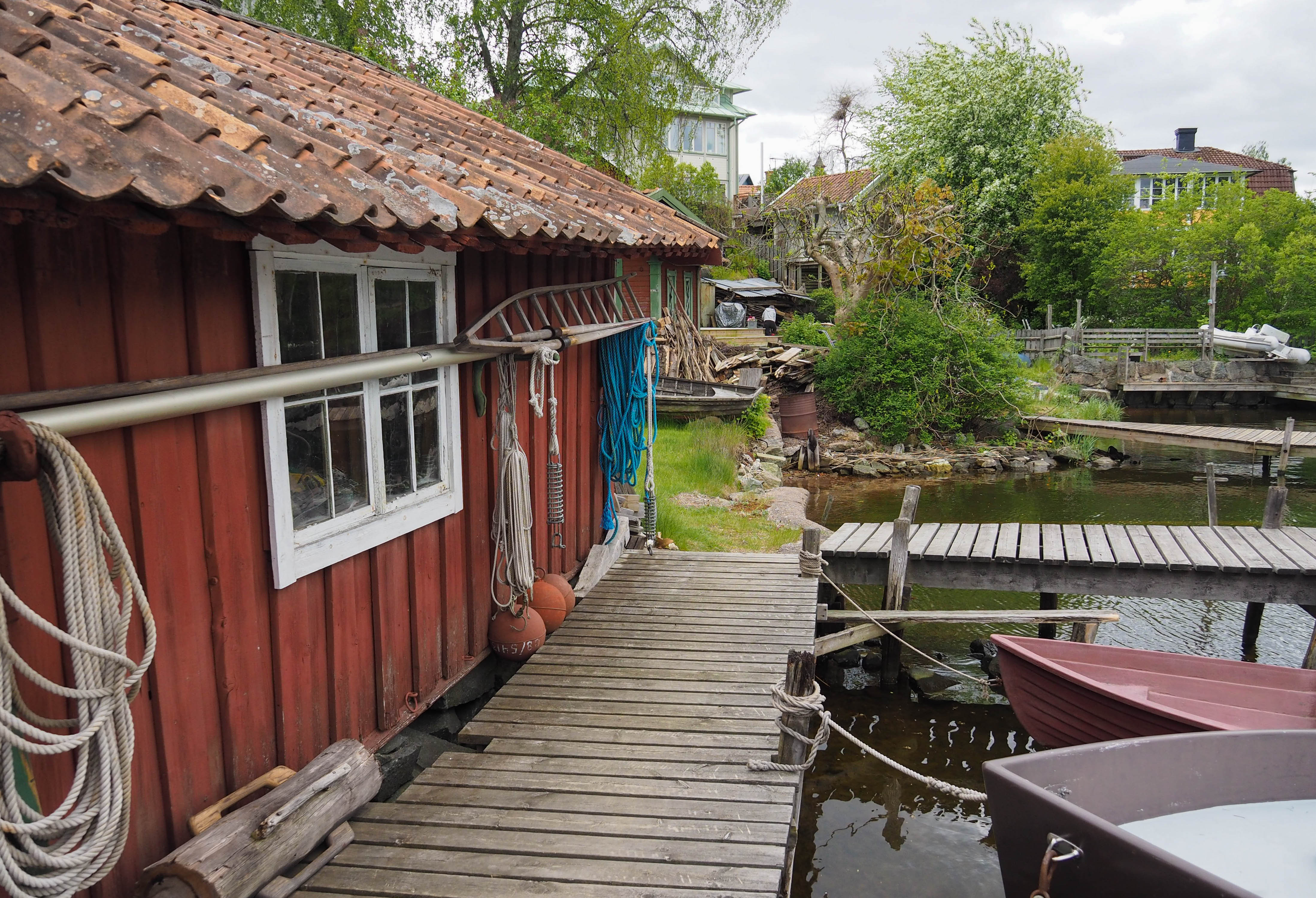
Norrhamnen
Norrhamnen sedd från hembygdsgården september 2019.
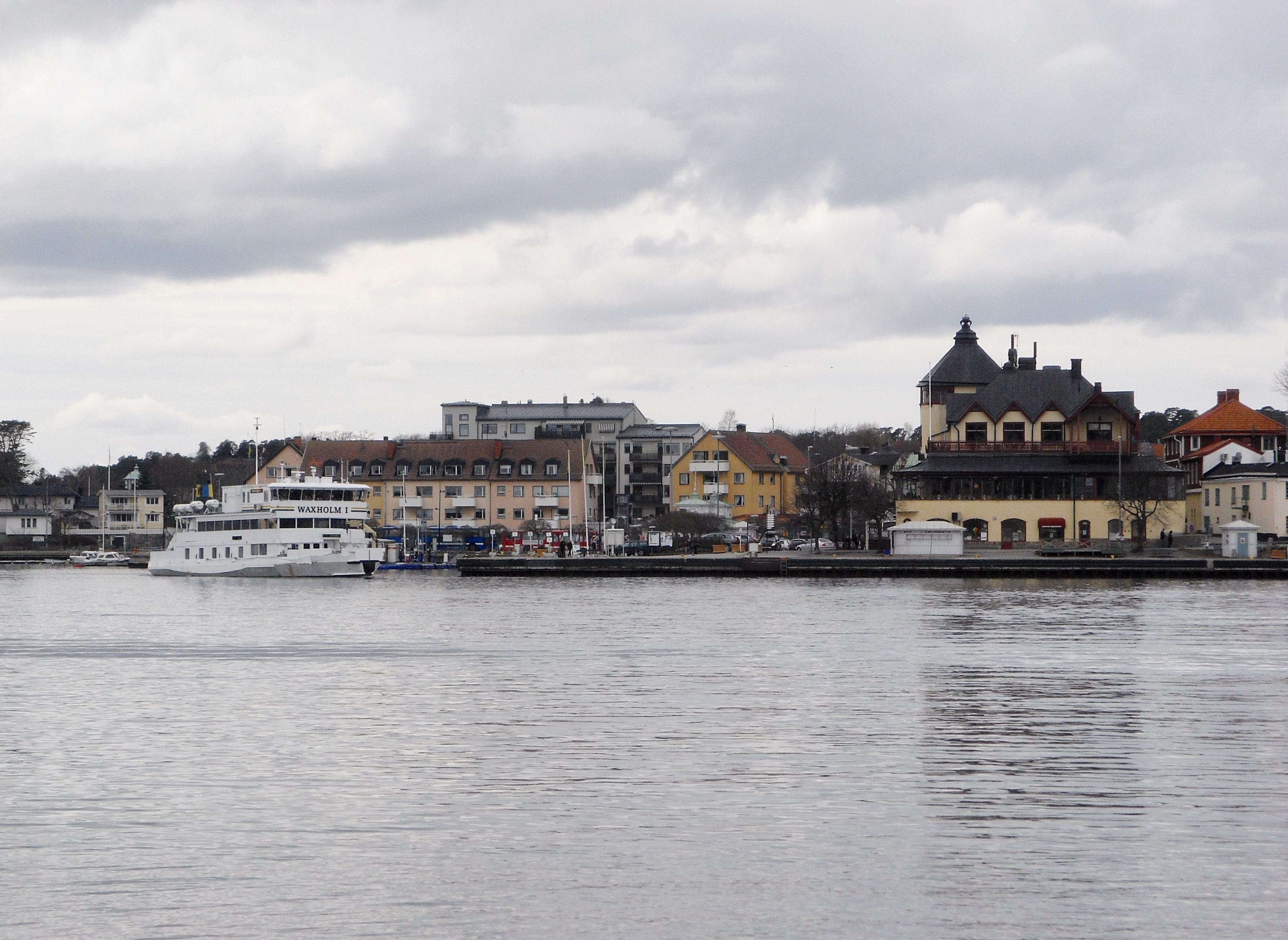
Vaxholms hamn.
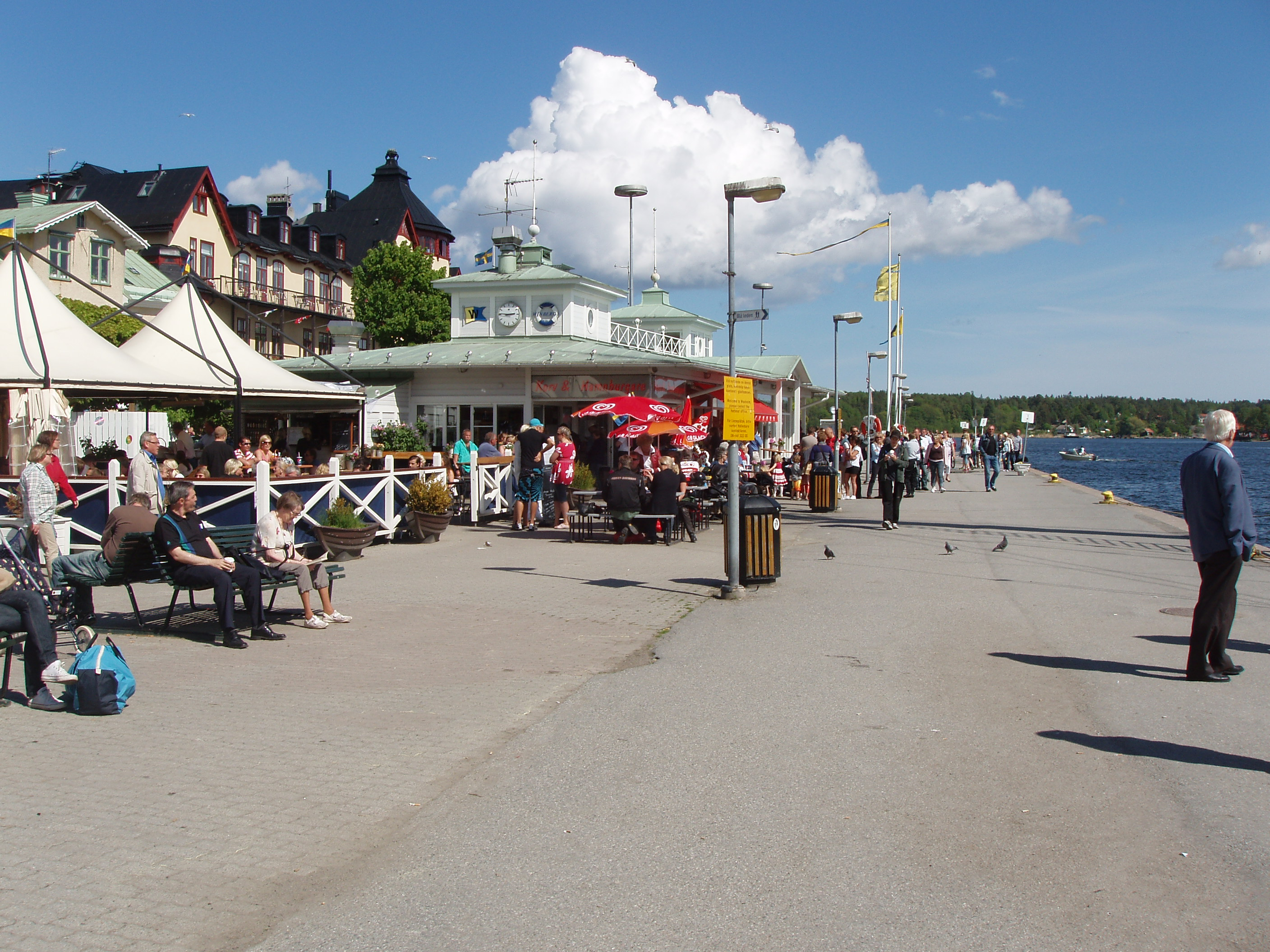
Söderhamnen utanför Hotell Vaxholm.
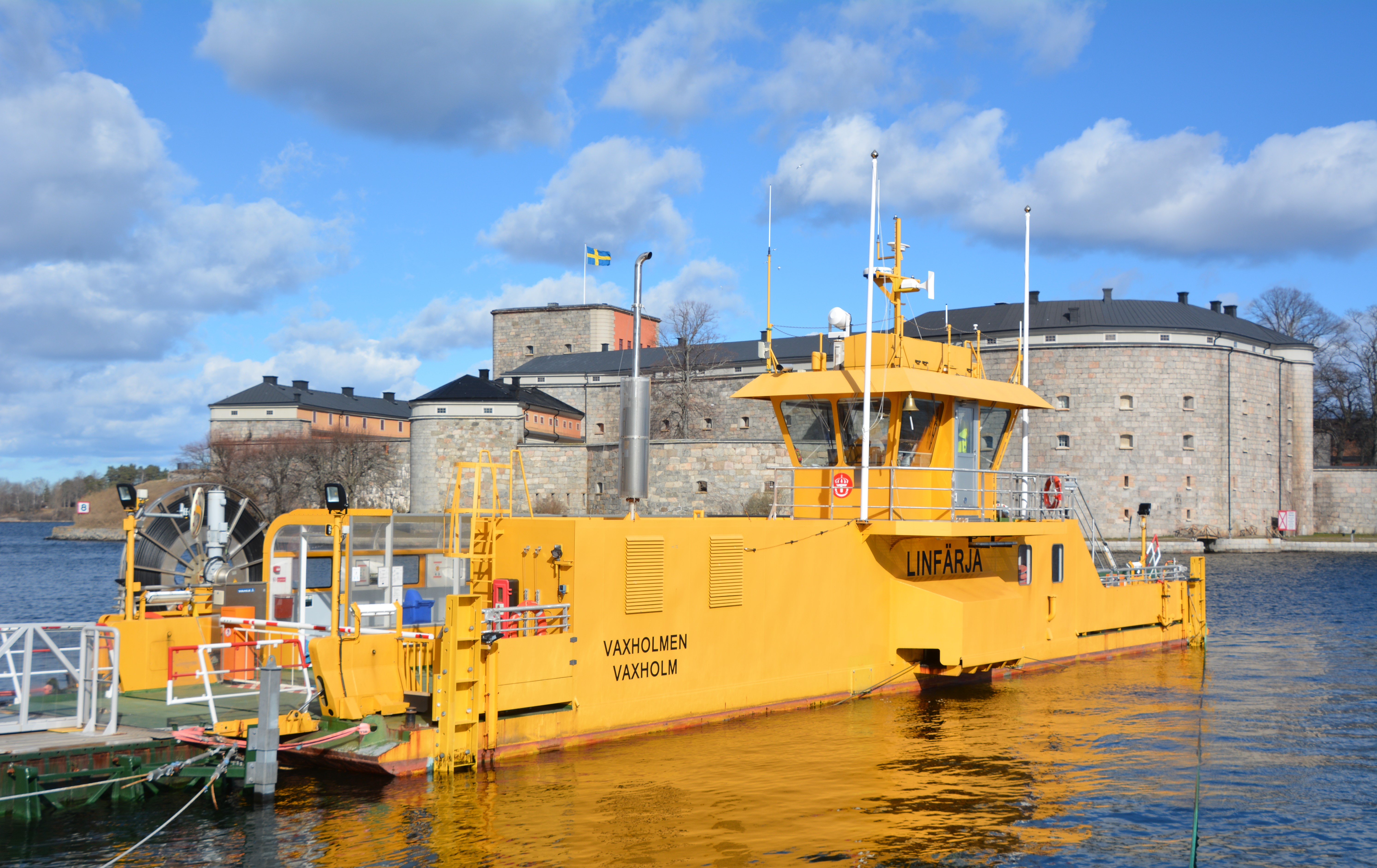
Linfärjan till kastellet vid Österhamnen.

## Byggnader

### Kastellet

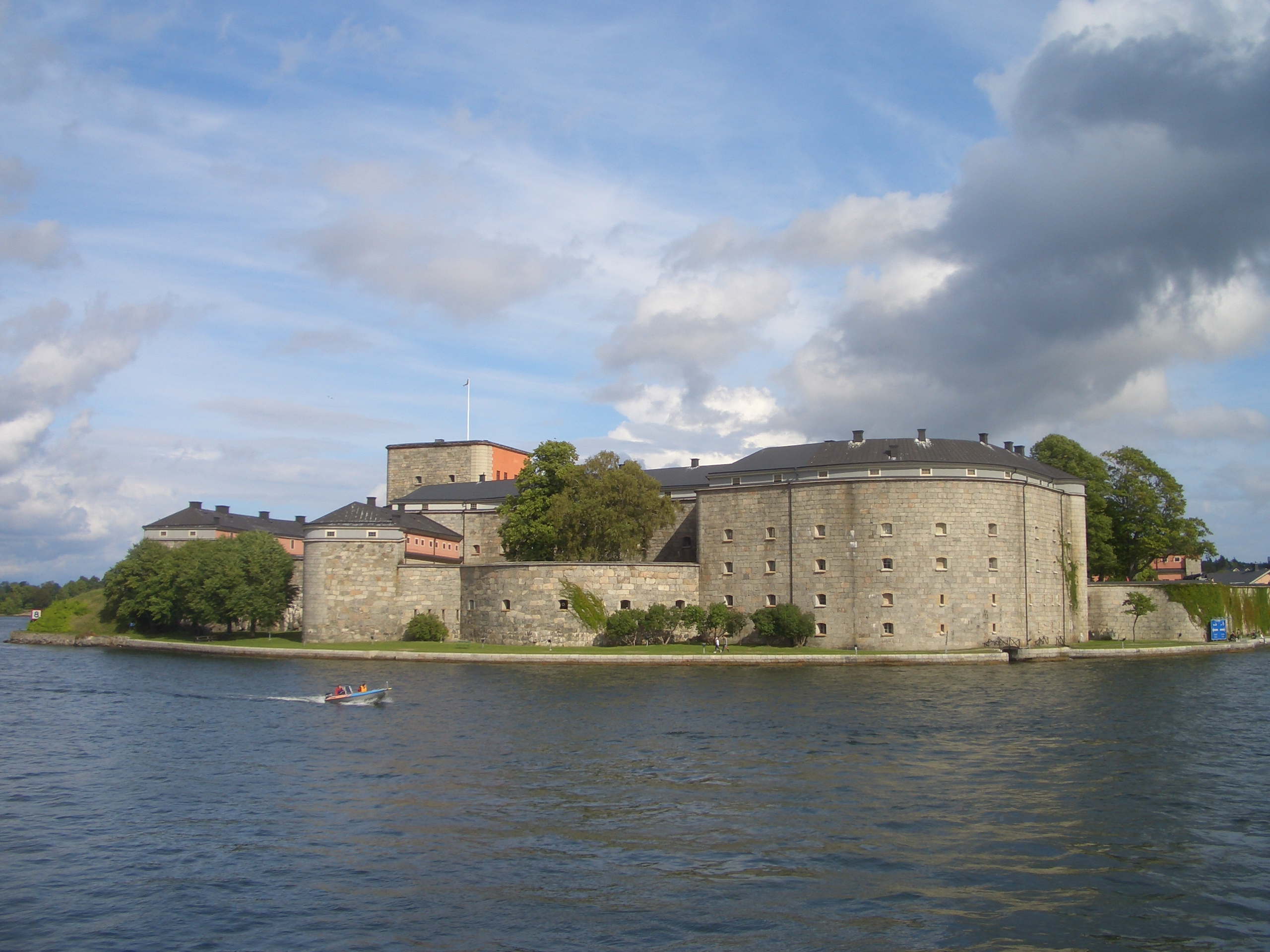
Vaxholms fästning på ön Vaxholmen. Vy från sydväst, september 2006.

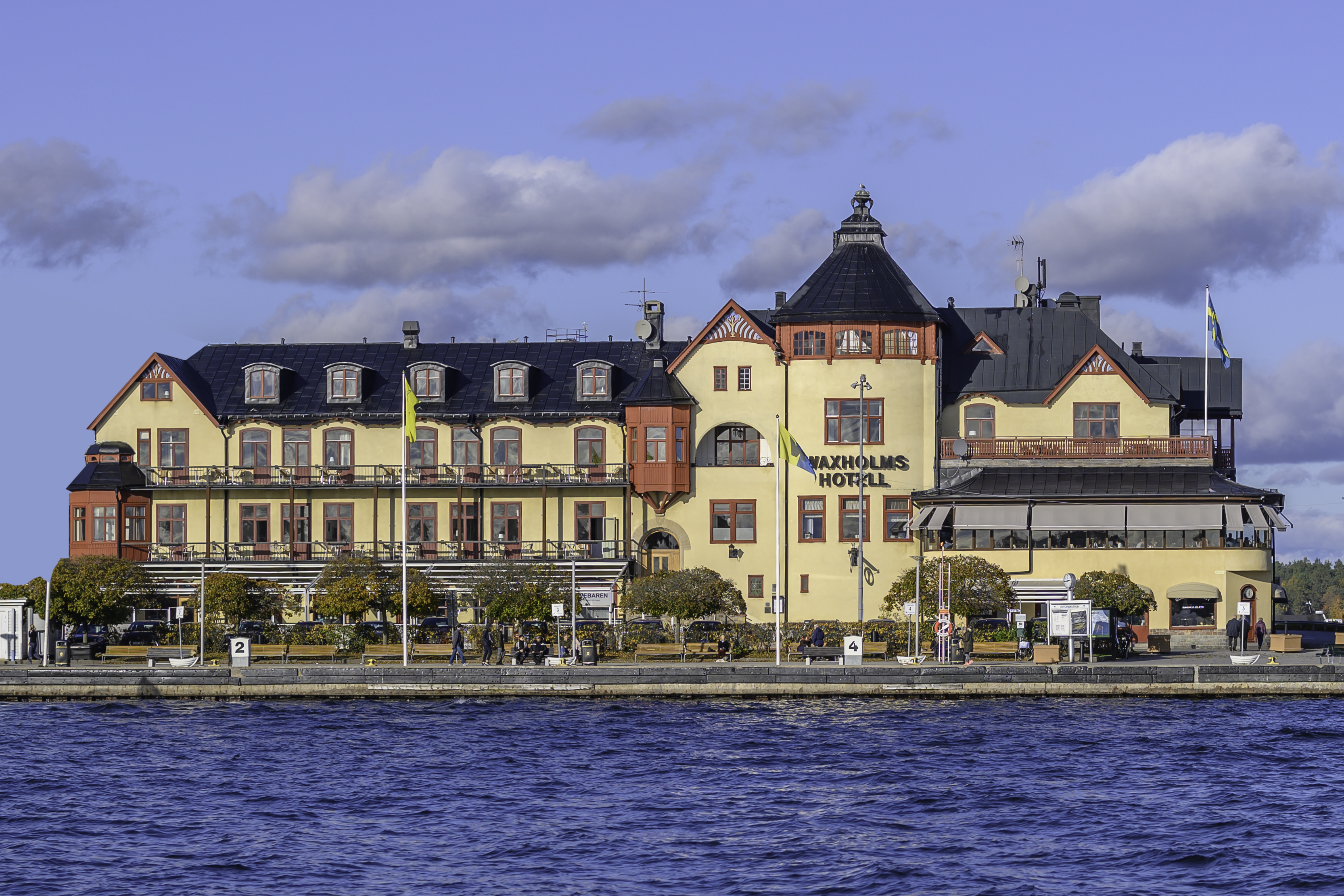
Waxholms hotell, oktober 2019.

Det första fästningsverket på Vaxholmen anlades 1510 av riksföreståndaren Svante Nilsson Sture. 1548 byggdes ett enkelt blockhus i trä som under Johan III:s tid ersattes med ett runt stentorn, det så kallade Vasatornet. 1604 tillkom ytterligare förstärkningar och 1612 förstärktes "Vaxholms hus" med vallar och en del andra försvarsverk runt tornet. Under de två följande seklen påbörjades ett antal förstärkningar och utbyggnader varav många aldrig slutfördes. 1833 påbörjades en total ombyggnad som kom att ge fästningen dess nuvarande utseende. Denna ombyggnad var helt genomförd 1863 men under tiden hade de tekniska landvinningarna inom artilleriet gjort fästningen föråldrad, 1872 gjordes ett prov där pansarbåten Hildur med sina moderna kanoner sköt igenom en av murarna. Vaxholms fästning tappade därefter gradvis sin militärstrategiska betydelse.
Fästningen användes under 1700- och 1800-talen som fängelse. Några av de inlåsta var "stortjuven" Jacob Guntlack och generalen Georg Carl von Döbeln. Fästningen har fått agera sjörövarfort i filmatiseringen av Pippi Långstrump.
Fästningen innehåller idag Kastellet Bed & Breakfast med 27 rum Vaxholms fästnings museum med utställningar om bland annat Sveriges kustförsvar under 500 år, livet i fästningen förr, fängelsehålorna och beredskapen i skärgården under Andra världskriget.

### Hotellet
Byggnaden uppfördes år 1903. Den är ritad i jugendstil av arkitekten Erik Lallerstedt, glasverandan är ett senare tillägg av Cyrillus Johansson. Hotellet är beläget i hamnen, vid sundet mellan kastellet och staden. Hotellet har idag 42 rum samt restauranger och festvåning. På kvällen den 26 april 2016 bröt en omfattande eldsvåda ut på hotellets uteservering. Branden kunde släckas under natten men resulterade i skador på främst allmänna utrymmen, däribland den nyrenoverade matsalen. Hotellrummen klarade sig dock oskadda.

### Kyrkan
- Till vänster: Vaxholms kyrka.
- Till höger: provisoriska klockstapeln.

Vaxholms kyrka (Gustav Adolfs kyrka), är belägen i Vaxholms mer centrala delar. Den ritades av Olof Tempelman och Carl Fredrik Adelcrantz i nyklassicistisk stil för att ersätta den tidigare mindre kyrkan.
Grunden lades på 1760-talet, och byggnadsarbetet blev långvarigt. Invigningen ägde rum först 1803. De insamlade medlen räckte heller inte till att bygga det planerade kyrktornet. Enligt lokalsägen söps tornbudgeten upp.[källa behövs] Tanken var att senare bygga till detta, och temporärt uppfördes en klockstapel i trä, vilken fortfarande finns att beskåda. Kyrkan uppkallades efter konungen och benämndes Gustav Adolfs kyrka. Gudstjänstrummet är en vitputsad sal, orienterad i öst-västlig riktning med grunda sidoskepp. Kyrkan täcks av ett mansardtak, valmat åt gavelsidorna. Sakristian byggdes till 1896, då södra ingången igensattes och rundbågiga fönster sattes in i korgaveln. 1962 utbyttes takens järnplåt mot kopparplåt. Den välbevarade interiören täcks av ett kassettak.

### Grundskolor

Kronängsskolan Vaxholm 2019.

Vaxholms skola för årskurs 7–9 är Kronängsskolan om 500 elever, belägen på mitten av Vaxön. Den invigdes 2017 och ersatte den tidigare nu rivna Pålsundsskolan på samma plats, samt den till norr belägna Norrbergskolan, även den riven.
För årskurs F–6 finns Söderfjärdsskolan och Vaxö Skola samt friskolan Montessori på Vaxön, Resarö skola på Resarö och Rindö skola på Rindö.

### Hembygdsgården
Hembygdsgården med tillhörande bygdemuseum ligger på Blombergska udden vid Norrhamnen. År 1880 donerade kamrer Blomberg udden med byggnaderna till Vaxholms stad. Museet med sin altan över vattnet visar hur en fiskefamilj bodde under 1800-talets senare del då cirka 50 familjer levde av framförallt strömmingsfisket. I fiskarstugan hittar man flera unika föremål och utanför ligger en långbåt – benämnd skärgårdens vinthund då den användes vid fiske, men också som transportbåt för den färska strömmingen som kvinnorna sedan rodde in till Munkbron i Stockholm. I oktober 2019 utsattes hembygdsgården för ett sprängattentat som främst skadade strukturella delar av byggnaderna. Polisutredningen om allmänfarlig ödeläggelse lades så småningom ner. Efter ett och ett halvt år var hembygdsgården reparerad och kunde åter öppna för besökare. Hembygdsgårdens kafé är sommartid ett populärt utflyktsmål för kommunens invånare såväl som stadens turister.

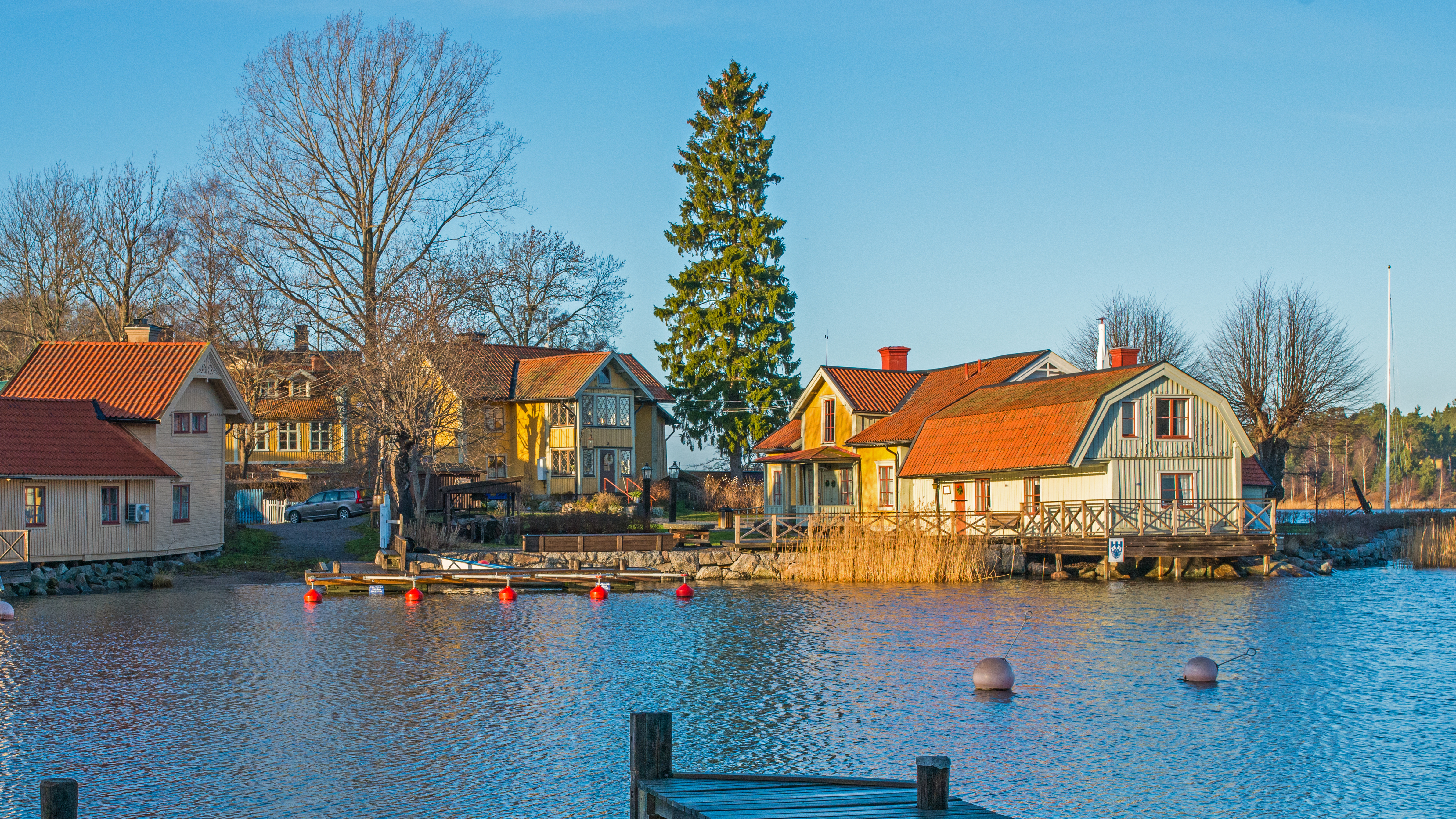
Vaxholms hembygdsgård
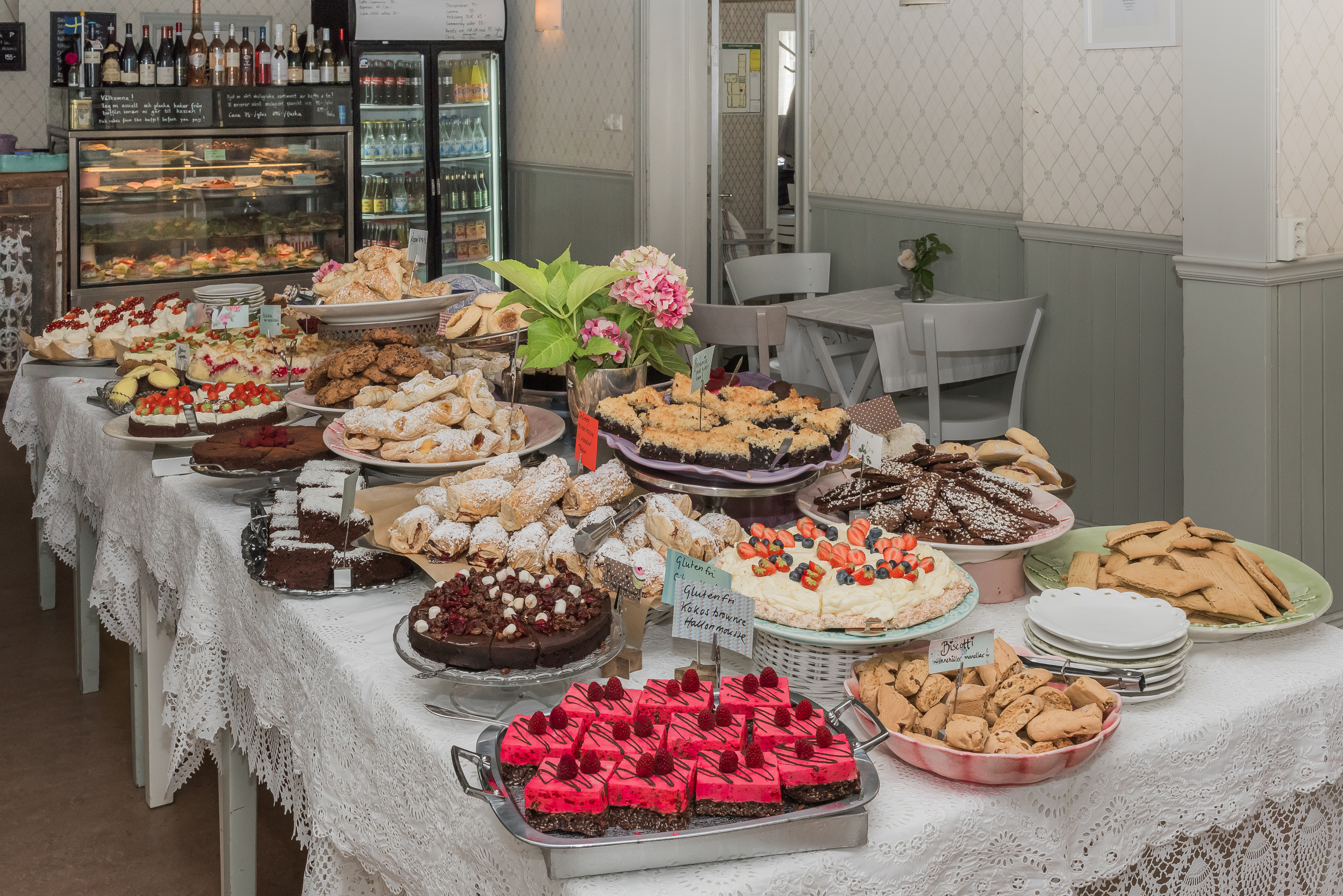
Hembygdsgårdens kafé interiör
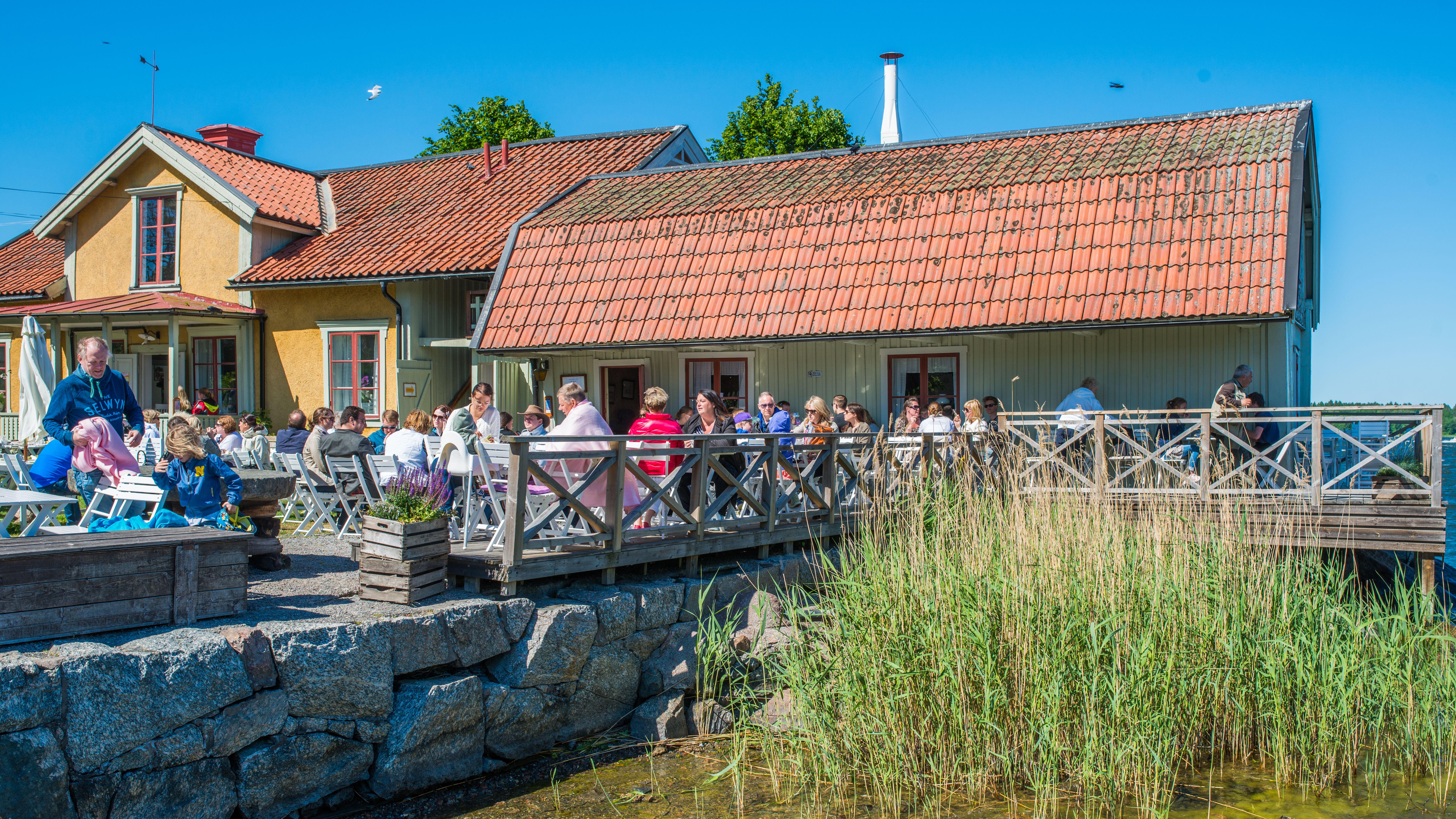
Del av hembygdsgårdens uteservering
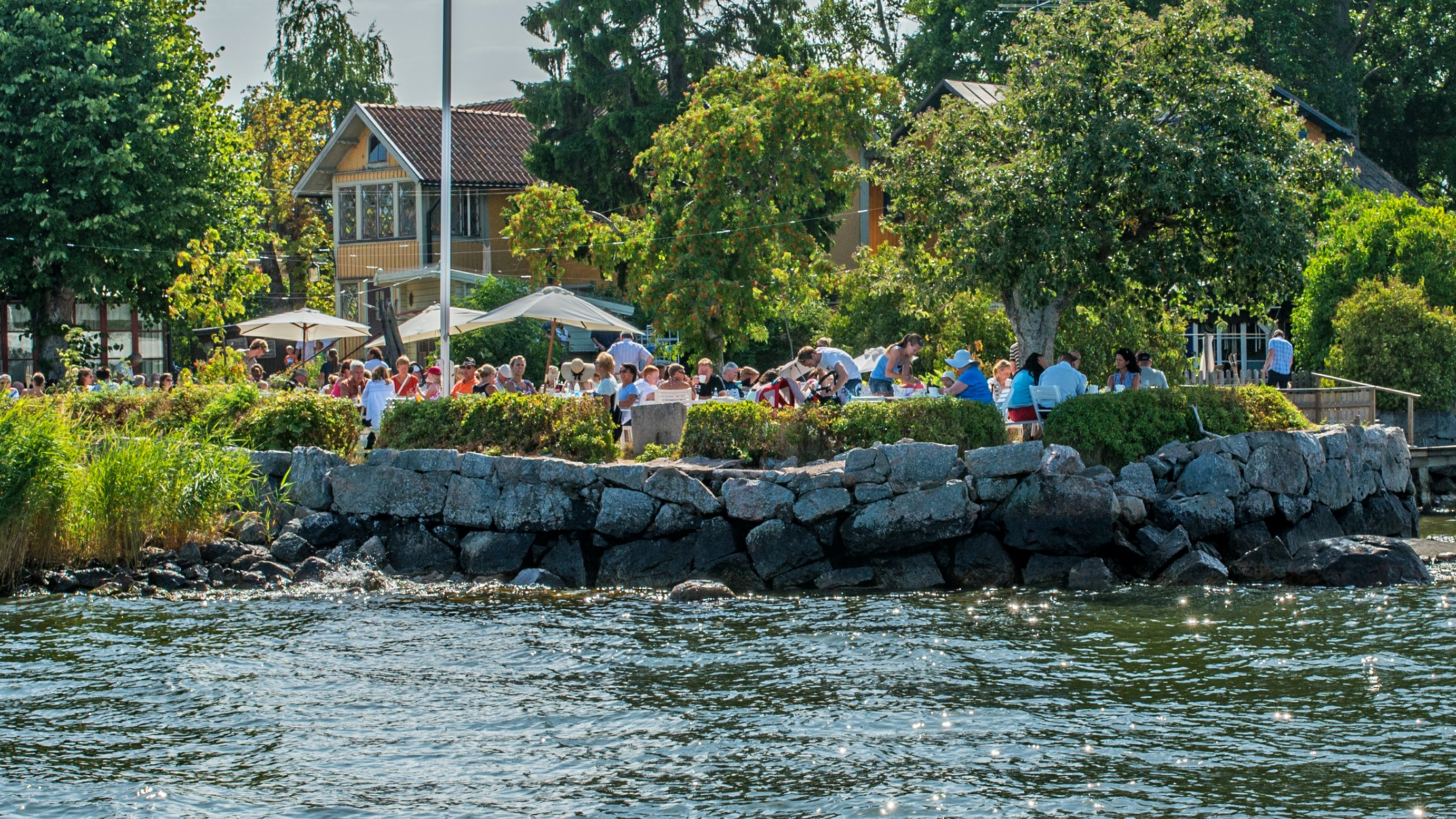
Hembygdsgården och servering sedd från vattnet
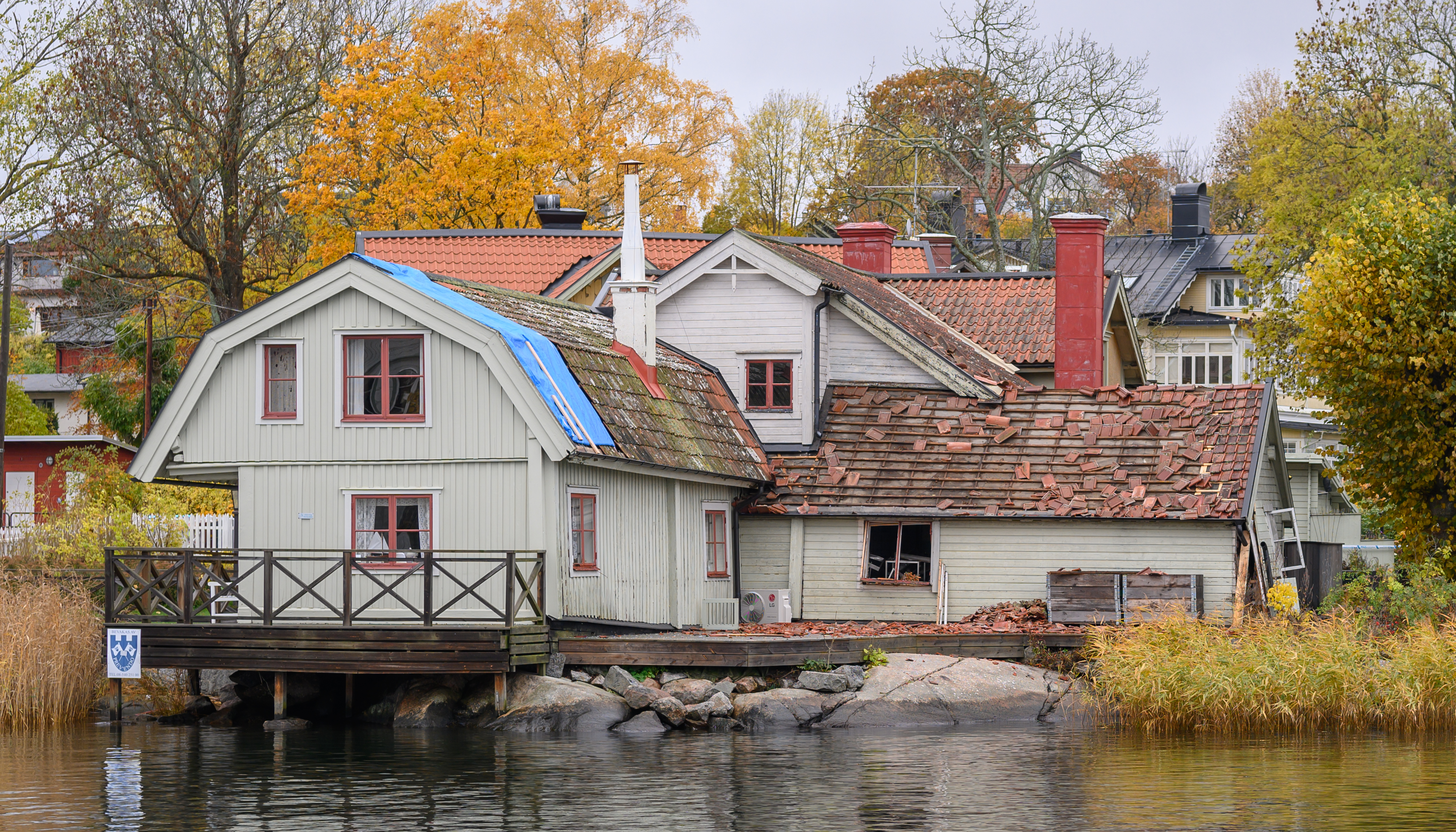
Hembygdsgården skadad av explosion
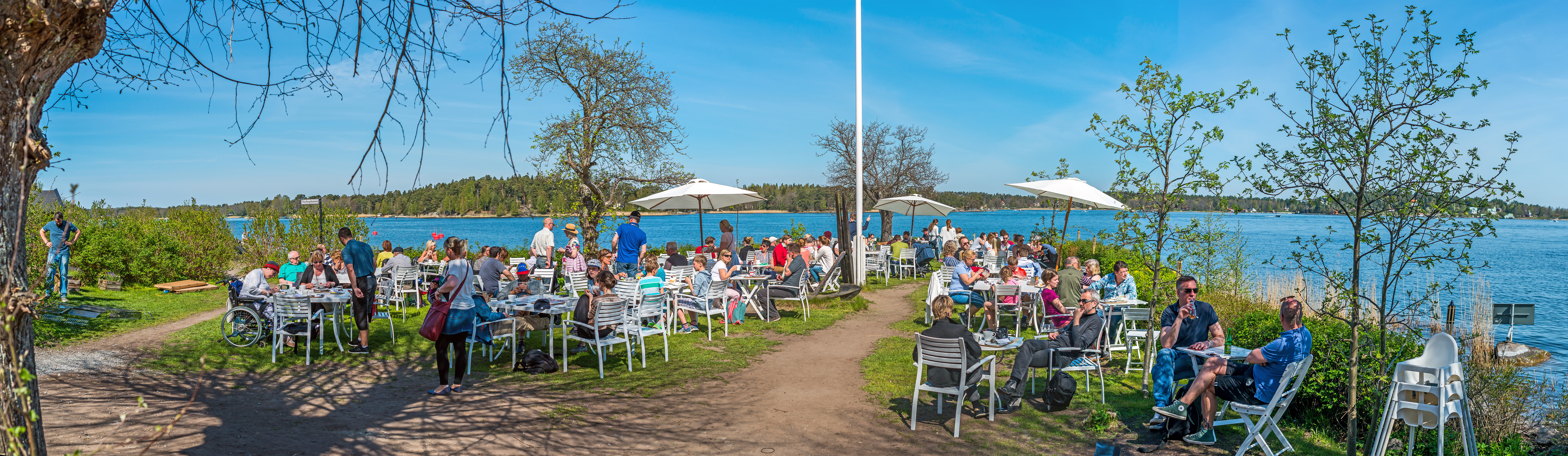
Hembygdsgårdens uteservering mot vattnet

### Villa Akleja

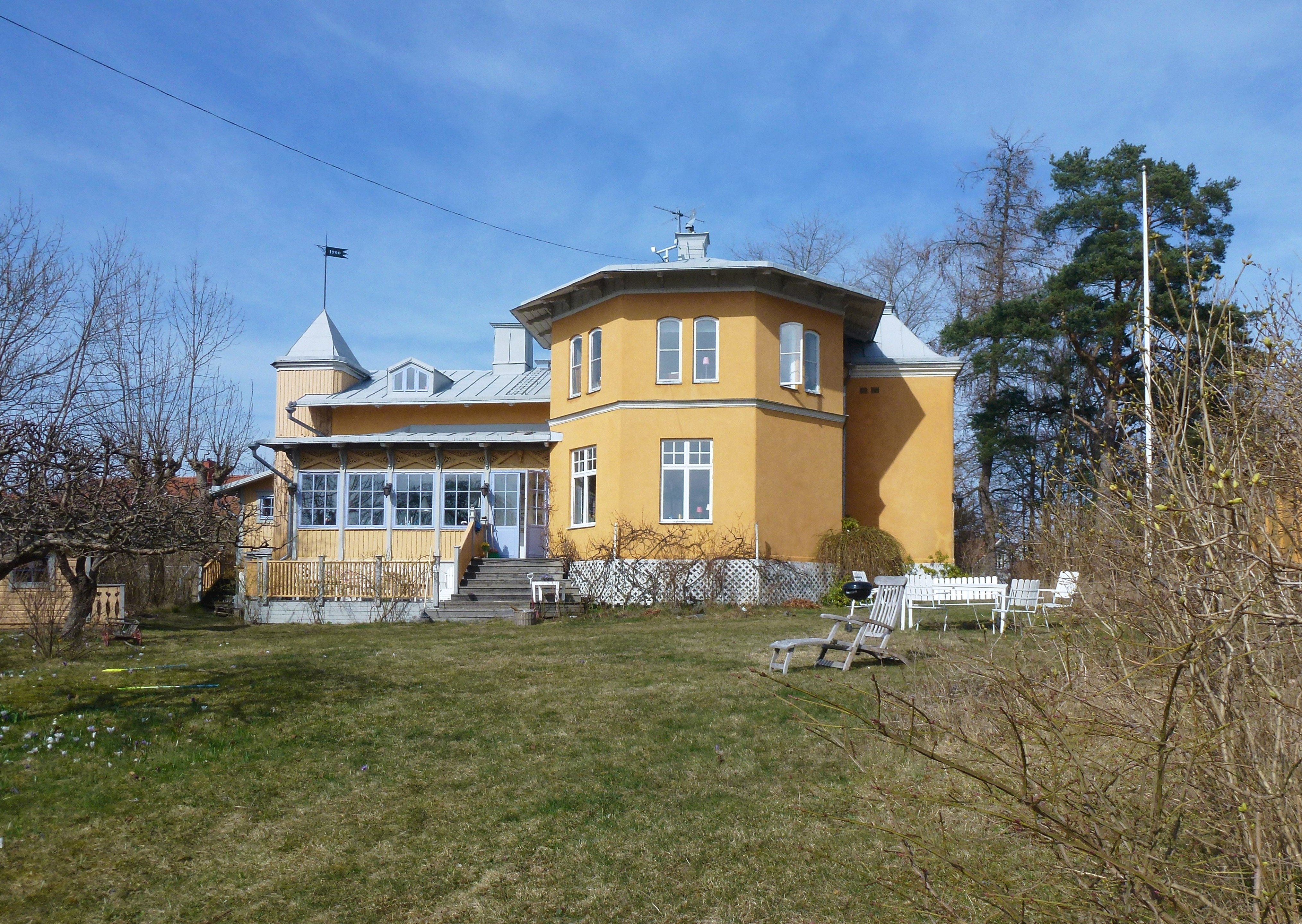
Villa Akleja, fasader mot syd.

Villa Akleja är en kulturhistoriskt värdefull villa vid Pilgatan 5 i Vaxholm. Huset var konstnärsparet Johan Axel Gustaf och Eva Ackes hem mellan 1901 och 1924. Villan fick huvudsakligen 1901 sin nuvarande form efter en om- och tillbyggnad efter ritningar av arkitekt Ernst Stenhammar i samarbete med Acke själv. I huset finns en av de tidigaste exemplen i Sverige (möjligtvis det allra första) med ett helt öppet rumssammanhang. Byggnaden förklarades i juni 1981 till byggnadsminne. Namnet ”Akleja” är inte bara namnet för blomma utan även en ordlek mellan ”Acke” och hustruns förnamn ”Eja”, som Eva Acke också kallades.
Villa Akleja skulle bli en centralpunkt för dåtidens stora kulturpersonligheter. Här hade Konstnärsförbundet några av sina möten och här hölls middagar och fester med prominenta gäster som Anders Zorn, Karin och Carl Larsson, Verner von Heidenstam, Karl Otto Bonnier, Georg Pauli, Albert Engström, Bruno Liljefors samt Prins Eugen. Allt tog plötsligt slut en septemberdag 1924 då J.A.G. Acke sjönk ihop framför sitt staffli i ateljén, 65 år gammal. Sedan år 2015 finns JAG Ackemuseet i villan som ägs och drivs av konstexperten och konstsamlaren Claes Moser och hans hustru.